# Combloux
Combloux ist eine französische Gemeinde im Département Haute-Savoie in der Region Auvergne-Rhône-Alpes.

## Geographie
Combloux liegt auf 971 m, südlich von Sallanches, etwa 53 Kilometer südöstlich der Stadt Genf (Luftlinie). Das Dorf erstreckt sich an aussichtsreicher Lage mit Blick auf den Mont Blanc am westlichen Hang des Arvetals, rund 400 m über dem Talbecken von Sallanches, in den Savoyer Alpen am Aufgang zur Passhöhe von Megève, im südöstlichen Faucigny.
Die Fläche des 17,27 km² großen Gemeindegebiets umfasst einen Abschnitt des oberen Arvetals. Die nördliche Grenze verläuft entlang dem Hang unterhalb des Dorfes. Von hier erstreckt sich das Gemeindeareal über den relativ sanft geneigten, teils mit Wiesen und Weiden, teils mit Wald bestandenen Hang von Combloux bis auf den Höhenrücken Croix des Salles (1757 m) westlich der Passhöhe von Megève. Ein schmaler Zipfel reicht nach Südosten an den Hang des Mont d’Arbois, an dem mit 1784 m die höchste Erhebung von Combloux erreicht wird.
Zu Combloux gehören verschiedene Weiler- und Feriensiedlungen sowie Einzelhöfe, darunter:
- Médon (975 m) auf einem Vorsprung über dem Arvetal
- Le Pelloux (940 m) auf der Terrasse von Combloux
- Ormaret (1125 m) am Ostabhang des Croix des Salles
- Gémoens (1010 m) am Nordabhang des Mont d’Arbois
- Prairy (950 m) am Nordabhang des Mont d’Arbois

Nachbargemeinden von Combloux sind Domancy im Norden, Saint-Gervais-les-Bains im Osten, Demi-Quartier und Megève im Süden sowie Sallanches im Westen.

## Geschichte
Combloux wird im 13. Jahrhundert erstmals unter dem Namen Comblo urkundlich erwähnt. Der Ortsname ist möglicherweise vom lateinischen Wort cumulus (Haufen, Hügel) abgeleitet.

## Bevölkerung
Mit 2094 Einwohnern (Stand 1. Januar 2022) gehört Combloux zu den kleineren Gemeinden des Départements Haute-Savoie. Seit Mitte der 1970er Jahre wurde dank der attraktiven Wohnlage eine deutliche Bevölkerungszunahme verzeichnet. Außerhalb des Ortskerns wurden zahlreiche Einfamilienhäuser und Feriensiedlungen gebaut.
| Jahr                       | 1962 | 1968 | 1975 | 1982 | 1990 | 1999 | 2007 | 2018 |
| Einwohner                  | 1019 | 1151 | 1151 | 1379 | 1716 | ?    | 2042 | 2105 |
| Quellen: Cassini und INSEE |      |      |      |      |      |      |      |      |

## Sehenswürdigkeiten

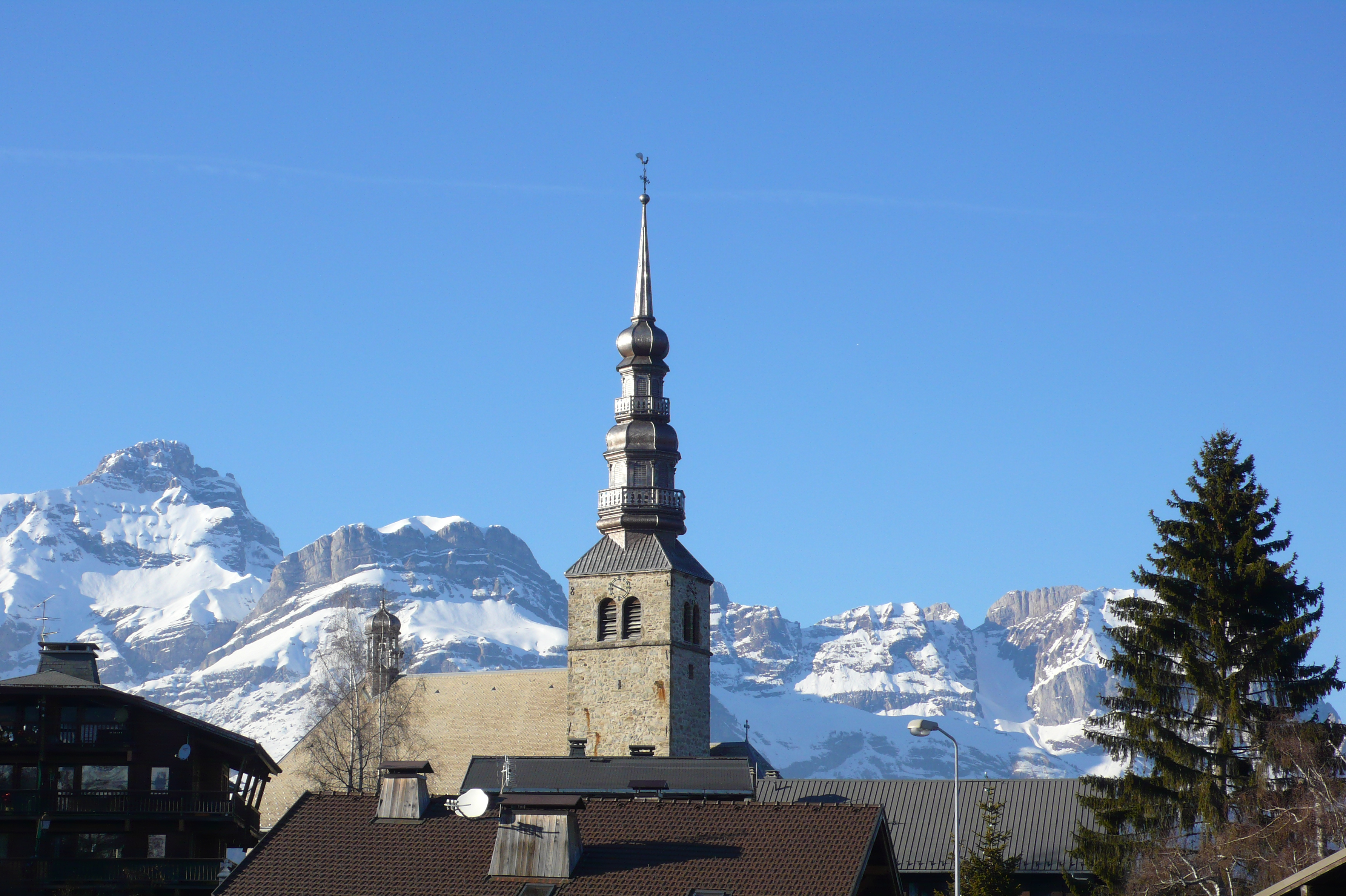
Kirche Saint-Nicolas

Die Dorfkirche Saint-Nicolas wurde 1704 im Barockstil erbaut. Sie besitzt einen barocken Altar (18. Jahrhundert) und einen Glockenturm aus dem 19. Jahrhundert. In Médon steht die Chapelle de Médonnet. Combloux zeichnet sich durch zahlreiche Häuser und bemerkenswerte Bauernhöfe im traditionellen savoyischen Baustil aus.

## Wirtschaft und Infrastruktur
Combloux war bis weit ins 20. Jahrhundert hinein ein vorwiegend durch die Landwirtschaft geprägtes Dorf. Heute gibt es verschiedene Betriebe des Kleingewerbes. Viele Erwerbstätige sind Wegpendler, die in den größeren Ortschaften der Umgebung, vor allem in Sallanches und Cluses, ihrer Arbeit nachgehen. In den letzten Jahrzehnten hat sich Combloux zu einem wichtigen Ferienort entwickelt. Die Gemeinde ist sowohl auf den Sommertourismus als auch auf den Wintertourismus (diverse Skilifte) spezialisiert und eng mit den Skigebieten von Megève und La Giettaz verbunden.
Die Ortschaft ist verkehrsmäßig gut erschlossen. Sie liegt an der Hauptstraße D 1212, die von Sallanches via Megève nach Albertville führt. Weitere Straßenverbindungen bestehen mit Domancy und Saint-Gervais-les-Bains. Der nächste Anschluss an die Autobahn A 40 befindet sich in einer Entfernung von rund neun km.

## Partnergemeinde
Diekholzen in Niedersachsen ist seit 1971 Partnergemeinde von Combloux.